# Synagoga w Sokołowie Podlaskim (ul. Magistracka 4)
Synagoga w Sokołowie Podlaskim – synagoga znajdująca się w Sokołowie Podlaskim przy ulicy Magistrackiej 4.
Synagoga została zbudowana pod koniec XIX wieku. Podczas II wojny światowej hitlerowcy zdewastowali synagogę. Od czasu zakończenia wojny w synagodze znajdują się biura, mieszkanie oraz magazyny.
Murowany i orientowany budynek synagogi wzniesiono na planie prostokąta. We wschodniej części znajdowała się główna sala modlitewna, do której wchodziło się przez mały przedsionek. Obecnie zachowały się jedynie układ i kształt okien oraz płytkie ryzality na skrajach elewacji południowej.